# Meghann Haldeman
Meghann Haldeman é uma atriz norte-americana.
Foi indicada ao prêmio de melhor atriz infanto-juvenil por sua participação nas séries: Camp Wilder (1992), Harts of the West (1994) e The Home Court (1996).

## Carreira
Seu primeiro trabalho foi uma participação especial em um episódio da série de televisão da CBS Murphy Brown, mais exatamente no 18° da terceira temporada (On Another Plane: Part 1), em 1991. No mesmo ano, fez parte do elenco da comédia Bad Attitudes, um filme para TV onde interpretou o papel de Angela, uma jovem como estilo rock e que, apesar de ser um elemento fundamental para o roteiro,  só tem uma única frase durante todo o filme, a penúltima, o que leva o telespectador a crer, até a última cena, que a personargem é muda.
A primeira série de televisão na qual Meghann Haldeman intepretou uma personargem regural foi Camp Wilder. Camp Wilder é uma sitcom sobre uma família que vive no subúrbio de Los Angeles, Califórnia, e foi ao ar pela primeira vez em 18 de setembro de 1992 no canal ABC, como parte de sua programação TGIF (logo após Step by Step). A série foi cancelada em 1993 depois de 19 episódios devido à sua baixa audiência, porém também foi exibida no Reino Unido e na Alemanha, onde fez sucesso. Nela, Meghann é a personargem Melissa Wilder e contracena com Jared Leto (futuro vocalista da banda 30 Seconds to Mars) e com Hilary Swank (duplamente agraciada com o Oscar de melhor atriz por sua atuação nos filmes Boys Don't Cry, de 1999 e Million Dollar Baby, de 2004).
A próxima série na carreira da atriz é Harts of the West, que mistura Western com comédia e drama. Foi ao ar na CBS de setembro de 1993 a junho de 1994, contanto com 15 episódios. Curiosamente, em dois deles Meghann contracena com Ethan Embry, com quem já trabalhou no filme Bad Attitudes e que faz uma participação especial na série.
Em 1995, Meghann Haldeman entra para o elenco de Family Reunion: A Relative Nightmare, um filme de comédia para TV. Neste mesmo ano estreia The Home Court, a última série na qual a atriz interpretou um papel regular, o da jovem sardónica de 16 anos Neal Solomon.
Meghann fez uma participação especial no 2° episódio da quinta temporada da série Boy Meets World, chamado Boy Meets Real World e que foi originalmente ao ar em 10 de outubro de 1997.

## Filmografia
- Bad Attitudes (1991, TV)
- Family Reunion: A Relative Nightmare (1995, TV)
- Debutantes (1998)

## Nomeações
| Prêmio              | Ano  | Categoria                                              | Resultado |
| ------------------- | ---- | ------------------------------------------------------ | --------- |
| Youth In Film Award | 1993 | Best Young Actress in a New Television Series          | Indicada  |
| Youth In Film Award | 1994 | Best Youth Actress Leading Role in a Television Series | Indicada  |
| Youth In Film Award | 1996 | Best Performance by a Young Actress: TV Comedy Series  | Indicada  |